# Shehnai

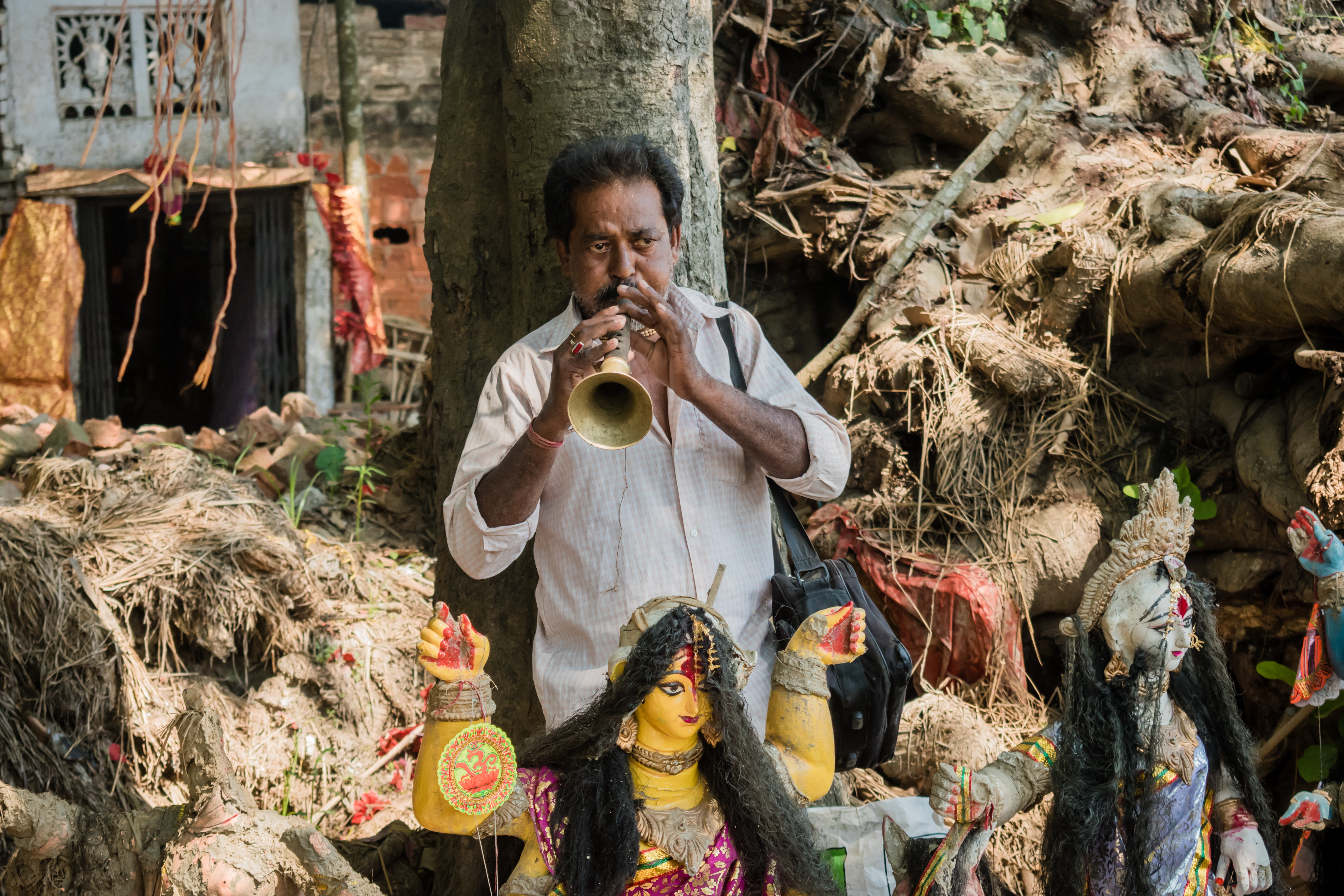
Músico tribal shehnai en India.

El shehnai,  shahnai, shenai o mangal vadya es un instrumento de viento de la familia de doble lengüeta, es una especie de oboe oriundo del norte y oeste de India y Pakistán, de unos 50 cm de largo, hecho de madera con un pabellón de metal.
Su sonido es pensado para crear y mantener una sensación de buen augurio y santidad y, como resultado,  es ampliamente usado durante contracción de matrimonios, procesiones religiosas y en templos, aunque también se toca en conciertos. Este instrumento en forma de tubo gradualmente se ensancha hacia el pabellón. Tiene usualmente entre seis y nueve orificios. Emplea dos series de doble lengüeta, haciéndose un instrumento de lengüeta cuádruple. El rango de este instrumento es dos octavas.
Ustad Bismillah Khan  fue un reconocido ejecutante de shehnai. 